# Aeropuerto Los Garzones
El Aeropuerto  Los Garzones (IATA: MTR, OACI: SKMR) está ubicado a 10 km del centro de la ciudad de Montería, Córdoba (Colombia). A él prestan servicio comercial nacional las aerolíneas Avianca, LATAM Colombia, Clic Air y Jetsmart. 
En 2008 se le adjudicó mediante un proceso licitatorio al consorcio "AirPlan" formado por las siguientes empresas: Malibú S.A.; Fernando Mazuera y Cía., Información y Tecnología S.A., Portales Urbanos S.A., Sociedad Colombiana de Inversiones Comerciales (Socinsa), Supertiendas y Droguerías Olímpica, Noarco S.A. y Servicios Integrales para Redes y Comunicaciones que, junto a la empresa china CAH Colombia, proponen obras entre las que se encuentran la construcción de un nuevo terminal, reacondicionamiento de las pistas y calles de rodaje y nuevos sistemas de seguridad. 
Actualmente Los Garzones recibe entre 15 y 21 vuelos comerciales por día, logrando movilizar a más de 83.000 pasajeros mensuales, sin embargo el número de operaciones diarias es mucho mayor debido a la presencia de aeronaves de enseñanza, militares, gubernamentales y de aviación general. También es base de operaciones de EasyFly, por lo que cuenta con pernocta de aeronaves tipo ATR-42 y tripulaciones en la ciudad. Es el cuarto aeropuerto más importante en la Costa Caribe colombiana detrás de los terminales de Cartagena, Barranquilla y Santa Marta respectivamente.
Para el año 2023 por cifras dadas por airplan se movilizaron 1.305.413 en el aeropuerto los Garzones, saliendo, llegando y en tránsito.

## Historia
El primer avión en llegar a Montería fue un hidroplano, que acuatizaba en las orillas del río Sinú gracias a la pericia del aviador alemán Helmuth Von Krohn. Se habían introducido a Colombia por la Sociedad Colombo Alemana de Transporte Aéreo "Scadta", nacida en Barranquilla 5 de diciembre de 1919, cuando se firmó las escritura en la notaría segunda de Barranquilla. Los socios fueron los alemanes Werner Kaemerer, Stuart Hosie, Alberto Tietjen y los colombianos Ernesto Cortizzos (el primer Presidente de la aerolínea), Rafael Palacio, Cristóbal Restrepo, Jacobo Correa y Aristides Noguera.
Estos aviones eran del modelo Junker F-13, monoplanos de ala baja y de construcción completamente metálica, cuyos motores debieron modificarse para poder operar eficientemente en las condiciones climáticas del país. Tenían 9.50 metros de largo y 3.50 metros de alto. Su capacidad de vuelo era de 850 kilómetros y podían llevar hasta 4 pasajeros, además de los dos tripulantes. Debido a las características topográficas del país, a los Junker le fueron adaptados dos flotadores con el fin de poder realizar acuatizajes en los ríos de diferentes poblaciones.
El primero de los Junker F-13, bautizado con el nombre de "Colombia", fue traído a Barranquilla en 1920 por una tripulación alemana, compuesta por el piloto Helmuth von Krohn y los ingenieros Guillermo Schorbusch y Fritz Hammer. Como dato histórico, hay que anotar que Von Krohn murió en 1924 junto a Ernesto Cortizzos, cuando se estrelló en Bocas Cenizas el avión Junker "Tolima", en que asistían a la culminación de las obras de los tajamares.
Desafortunadamente, la época de su mejor momento comercial coincidió con el lapso de la Segunda Guerra Mundial y por estrategia del gobierno norteamericano, que consideró muy peligroso que una aerolínea con tanta influencia alemana volara tan cerca del Canal de Panamá, fueron despedidos los pilotos alemanes el 8 de junio de 1940. Seis días después, el 14 de junio, en la misma notaría en que se creó "Scadta", se firmó la escritura para convertirla en "Avianca".
La aviación tuvo muchos protagonistas en el territorio Sinú. En los años 30 aterrizaban en Montería y Lorica los vuelos de pasajeros de Scadta. Luego en los años 40s aparecen Avianca -producto de la liquidación de Scadta- y Lansa -Líneas Aéreas Nacionales S.A.-, que también cubrían a Montería y Lorica. Y en 1947 llegaron los DC3, tipo C-47, de Sam -Sociedad Aeronáutica de Medellín, que hicieron inicialmente el transporte de carga a Planeta Rica.
Lansa fue fundada en 1945 y ayudó a consolidar la aviación en la Costa Atlántica. En ese mismo año, en el Barrio Simón Bolívar de Barranquilla, construyó el Aeropuerto "Las Nieves", cuyo trazado de la pista aún se observa en una avenida de ese barrio. También hizo el aeropuerto "Barvo" de Lorica, en la vía a San Antero. Y luego, en 1947 construye en el barrio Crespo de Cartagena dos pistas de aterrizaje, una principal de 1600 metros de longitud y otra de 930 metros para vientos cruzados. En 1952 se fusionó con Avianca.
El antiguo aeropuerto San Jerónimo de Montería, fue inaugurado en 1937 en los terrenos que hoy ocupan en parte el Hospital San Jerónimo y el Centro Recreacional Tacasuán. "Avianca" inició allí sus operaciones con los famosos Douglas DC-3. Estos aviones llegaron al país en octubre de 1939, y volaban a la increíble velocidad, para ese entonces, de 200 millas por hora. El más famoso DC-3 fue el HK-111, al mando del capitán Alfredo Crismatt, bautizado graciosamente por las gentes como el "Médico", ya que "comienza con uno", "sigue con uno" y "termina con uno".
La llegada de los Douglas DC-4, que requerían una pista de mayor longitud, propició la apertura en los años 60s del Aeropuerto de Berástegui, en predios de la finca "San Antonio", que fuera propiedad del general Gustavo Rojas Pinilla. El siguiente paso fue la construcción del actual aeropuerto de Los Garzones, inaugurado en 1974, para abrir los cielos de Córdoba a los modernos Jets.
En 2016 Montería recibió a 968,481 pasajeros, mientras que en 2017 recibió a 943,772 pasajeros según datos publicados por el Grupo Aeroportuario del Sureste.

## Obras en el aeropuerto
El Aeropuerto Los Garzones de Montería, fue ampliado gracias al contrato de concesión entre Airplan, la Aerocivil y el Establecimiento Público Olaya Herrera celebrado en el año 2008, dicho contrato permitiría la modernización de seis aeropuertos de la zona centro norte de Colombia, entre ellos, el Aeropuerto Los Garzones de Montería, el cual recibió significativas obras de infraestructura, con inversiones que superaron los 50 mil millones de pesos. El plan de modernización fue a cinco años contados desde marzo de 2009, sin embargo, años más tarde se realizaron nuevas obras de ampliación gracias a un otro sí, entre Airplan y el gobierno, que permitieron duplicar el tamaño del edificio de pasajeros y ofrecer instalaciones mucho más amplias y modernas al creciente número de pasajeros. 
Dentro de los planes futuros para Los Garzones, está la internacionalización del mismo, dicho plan busca ejecutarse en el año 2022 mediante el inicio de operaciones de vuelos directos entre Montería y Ciudad de Panamá, ruta en la que las aerolíneas colombianas EasyFly y Sarpa han mostrado interés ante la Aeronáutica Civil.  

#### Obras ejecutadas
- Ampliación de terminal de pasajeros
- Ampliación de la sala de espera
- Nueva subestación de energía
- Ampliación de la pista, pasando de 30m a 45m de ancho; y de 1800m a 2300 metros de largo
- Ampliación de la plataforma
- Instalación de una nueva banda de equipaje
- Construcción de nueva terminal de carga, la cual cuenta con instalaciones hidrosanitarias y parqueadero
- Sistema de luces de aproximación ALS
- Sistema de aproximación ILS CAT I

#### Sala vip Air Lounge
Las nuevas obras de ampliación incluyeron la construcción de una sala vip, la cual cuenta con: 
- Ambiente exclusivo y una atmósfera de descanso y privacidad.
- Red inalámbrica de Internet (WiFi) desde cualquier punto dentro de la sala.
- Estaciones de trabajo con acceso a Internet, computadores, impresora multifuncional.
- Espacios ambientados con televisión local e internacional.
- Área de bar con una variedad de licores, vinos y cervezas.
- Variedad de comidas.
- Barra de café y snacks.
- Baños.
- Selección de periódicos y revistas.
- Sala de juegos para niños.

## Aerolíneas y destinos

### Pasajeros
| Aerolíneas        | Destinos                             |
| ----------------- | ------------------------------------ |
| Avianca           | Bogotá, Medellin–JMC                 |
| Clic Air          | Barranquilla, Medellín–Olaya Herrera |
| JetSMART Colombia | Medellín–JMC                         |
| LATAM Colombia    | Bogotá, Medellin–JMC                 |

### Carga
| Aerolíneas | Destinos |
| ---------- | -------- |
| AerCaribe  | Bogotá   |
| Aerosucre  | Bogotá   |

### Destinos nacionales
Se ofrece servicio a 3 ciudades dentro del país, las cuales son operadas por 4 aerolíneas nacionales.
| Ciudades                                | Nombre del aeropuerto                       | Aerolíneas                                   | Aeronaves                     | Frecuencias semanales |
| Destinos actuales                       | Destinos actuales                           | Destinos actuales                            | Destinos actuales             | Destinos actuales     |
| --------------------------------------- | ------------------------------------------- | -------------------------------------------- | ----------------------------- | --------------------- |
| Colombia (4 destinos, 3 aerolíneas)     |                                             |                                              |                               |                       |
| Barranquilla                            | Aeropuerto Internacional Ernesto Cortissoz  | Clic Air                                     | AT46                          | 6                     |
| Bogotá                                  | Aeropuerto Internacional El Dorado          | Avianca / LATAM Colombia                     | A319, A320, A20N / A319, A320 | 70                    |
| Medellín                                | Aeropuerto Internacional José María Córdova | Avianca / JetSMART Colombia / LATAM Colombia | A320, A20N / A20N / A320      | 17                    |
| Medellín                                | Aeropuerto Olaya Herrera                    | Clic Air                                     | AT46                          | 24                    |
| Total: 4 destinos, 1 país, 4 aerolíneas |                                             |                                              |                               |                       |

## Aerolíneas cargueras y no regulares
| Aerolínea                   | Aeronaves                                      |
| --------------------------- | ---------------------------------------------- |
| Líneas Aéreas Suramericanas | - Boeing 727 - Boeing 737                      |
| Aerosucre                   | - Boeing 727 - Boeing 737                      |
| AerCaribe                   | - Boeing 737 - AN-32                           |
| Sarpa                       | - BAe Jetstream 32 - Embraer 120 - Embraer 145 |
| Horizontal de aviación      | - BAe Jetstream 32                             |
| Aviocesar                   | - Bell 206                                     |
| Helifly                     | - Bell 206                                     |

## Antiguos destinos y/o aerolíneas finalizados

### Aerolíneas extintas

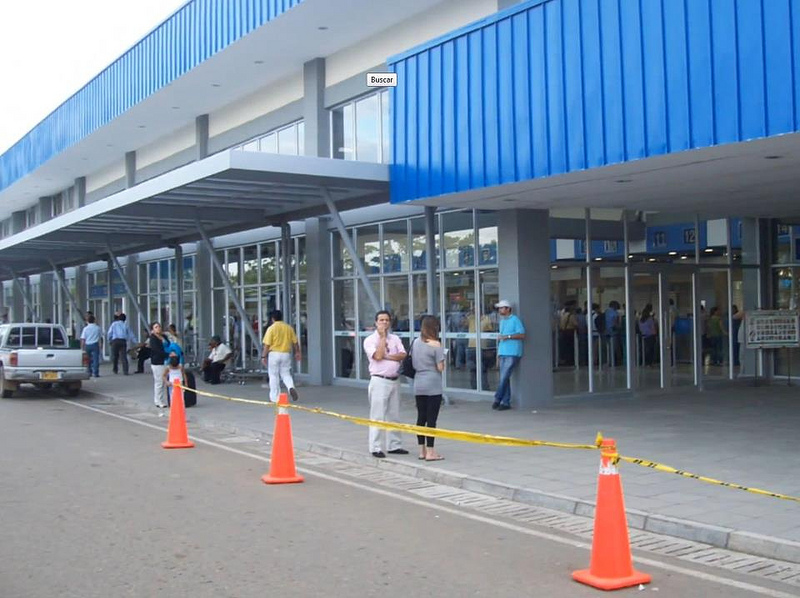

En épocas pasadas, estas aerolíneas y destinos se operaron desde el antiguo aeropuerto San Jerónimo de Montería, y desde el actual aeropuerto Los Garzones.
| Aerolíneas     | Ciudades     | Nombre del aeropuerto                           |
| -------------- | ------------ | ----------------------------------------------- |
| SAM            | Medellín     | Aeropuerto Internacional José María Córdova     |
| SAM            | Bogotá       | Terminal Puente Aéreo                           |
| Aces           | Medellín     | Aeropuerto Olaya Herrera                        |
| ADA            | Medellín     | Aeropuerto Olaya Herrera                        |
| ADA            | Cartagena    | Aeropuerto Internacional Rafael Nuñez           |
| ADA            | Barranquilla | Aeropuerto Internacional Ernesto Cortissoz      |
| ADA            | Apartadó     | Aeropuerto Antonio Roldán                       |
| Lansa          | Magangué     | Aeropuerto Baracoa                              |
| TAVINA         | Medellín     | Aeropuerto Olaya Herrera                        |
| TAVINA         | Montelibano  | Aeropuerto El Pindo                             |
| TAVINA         | Sincelejo    | Aeropuerto Las Brujas                           |
| TAVINA         | Apartadó     | Aeropuerto Antonio Roldán                       |
| TAVINA         | Cartagena    | Aeropuerto Internacional Rafael Nuñez           |
| TAVINA         | Barranquilla | Aeropuerto Internacional Ernesto Cortissoz      |
| West Caribbean | Barranquilla | Aeropuerto Internacional Ernesto Cortissoz      |
| West Caribbean | Bogotá       | Aeropuerto Internacional El Dorado              |
| West Caribbean | Medellín     | Aeropuerto Internacional José María Córdova     |
| West Caribbean | San Andrés   | Aeropuerto Internacional Gustavo Rojas Pinilla  |
| Viva Air       | Bogotá       | Aeropuerto Internacional El Dorado              |
| Viva Air       | Medellín     | Aeropuerto Internacional José María Córdova     |
| Viva Air       | Cali         | Aeropuerto Internacional Alfonso Bonilla Aragón |
| Ultra Air      | Medellín     | Aeropuerto Internacional José María Córdova     |

## Aeropuertos cercanos
Ordenados por cercanía a 200 km.
- Santiago de Tolú: Aeropuerto Golfo de Morrosquillo (95km)
- Montelíbano: Aeropuerto El Pindo (115km)
- Caucasia: Aeropuerto Juan H. White (120km)
- Sincelejo: Aeropuerto Las Brujas (129km)
- Magangué: Aeropuerto Baracoa de Magangué (135km)
- Apartadó: Aeropuerto Antonio Roldán Betancourt (138km)
- Mompox: Aeropuerto de San Bernardo (153km)
- Cartagena: Aeropuerto Internacional Rafael Núñez (188km)
- Barranquilla: Aeropuerto Internacional Ernesto Cortissoz (274km)
- Medellín: Aeropuerto Olaya Herrera (279km)